# سفيروثولس
السفيروثولس (Sphaerotholus) هو جنس من ديناصورات الپاكيسفالوصورات عاش خلال العصر الطباشيري العلوي غرب الولايات المتحدة وكندا. حتى الآن، تم وصف ثلاث أنواع: النوع النمطي (S. goodwini) من تكوين كيرتلاند (أواخر الكامباني) في مقاطعة سان چوان بنيومكسيكو، و(S. buchholtzae) من تكوين هيل كريك (أواخر الماسترخي) في مقاطعة كارتير بمونتانا، و(S. edmontonense) من تكوين أخدود هورسشو في ألبرتا بكندا.

## وصلات خارجية
- dinosaur.net.cn (includes photograph of the type skull of Sphaerotholus goodwini and a life restoration of same)